# Kabney

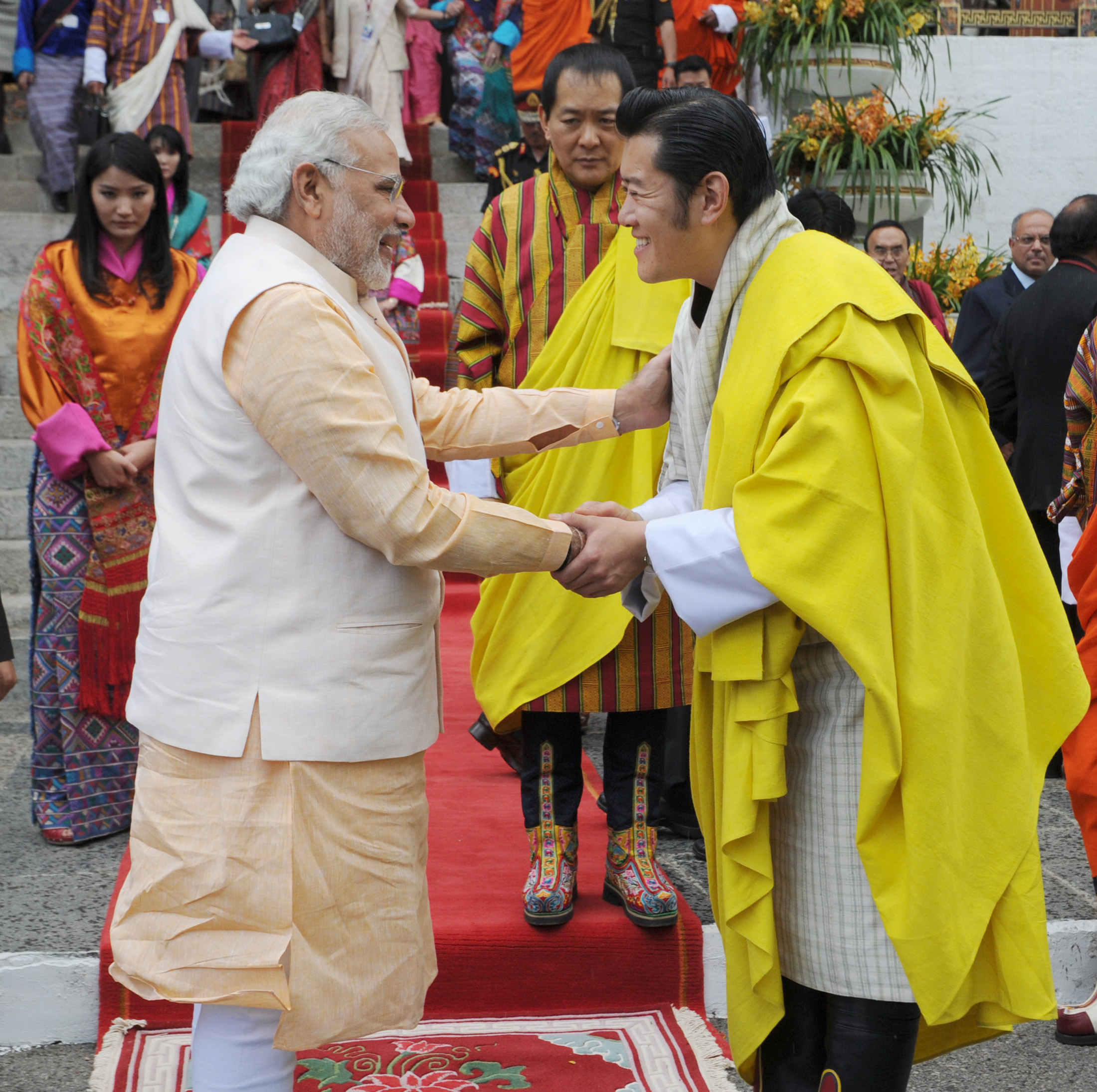
Druk Gyalpo thứ 4 và Druk Gyalpo thứ 5 (đứng thứ 3 và 4 từ trái sang phải) khoác khăn kabney màu vàng

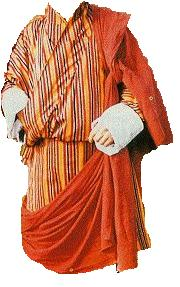
Áo gho cùng với khăn kabney màu cam

Kabney (tiếng Dzongkha: བཀབ་ནེ་) là một loại khăn truyền thống của đàn ông Bhutan. Người đàn ông Bhutan khoác khăn kabney bên ngoài áo gho, từ vai trái đến hông phải vào các dịp đặc biệt hoặc thăm dzong. Vải dùng để làm kabney là vải lụa tơ tằm sống, khổ 90 cm × 300 cm và có khi có tua rua. Vì được làm từ lụa tơ sống nên nó còn có tên gọi khác là bura (lụa tơ dại).
Theo Driglam namzha, nam giới được khuyến khích mặc áo gho và khoác khăn kabney. Việc mặc áo gho là bắt buộc đối với học sinh nam và công chức chính phủ là đàn ông.
Người công dân được phép khoác khăn kabney có màu theo quy định đối với chức vụ và địa vị của mình, cụ thể kabney:
- màu vàng: chỉ dành cho Druk Gyalpo (Quốc vương) và đức Je Khenpo (Pháp chủ Giáo hội Phật giáo trung ương);
- màu đỏ: chỉ dành cho các Dasho (hoàng tử và người có công lớn với đất nước);[2][6]
- màu cam: chỉ dành cho các Lyonpo (Thủ tướng Chính phủ, Chủ tịch Thượng viện, Chủ tịch Hạ viện và các Bộ trưởng);[2]
- màu xanh dương: chỉ dành cho các đại biểu thuộc Thượng viện và Hạ viện;[7]
- màu xanh lục: chỉ dành cho các thẩm phán;
- màu trắng với dải đỏ: chỉ dành cho các gup (người đứng đầu một gewog);[8]
- màu trắng với dải xanh dương: chỉ dành cho các thrompoen (người đứng đầu một thromde);
- màu trắng: chỉ dành cho công dân thông thường.[9]